# Domenico Caliandro
Domenico Caliandro (ur. 5 września 1947 w Ceglie Messapica) – włoski duchowny katolicki, arcybiskup Brindisi-Ostuni w latach 2013-2022.

## Życiorys
Wstąpił do seminarium duchownego w Molfetcie, gdzie ukończył studia filozoficzno-teologiczne. Ponadto odbył studia licencjackie na uniwersytecie w Bari, a także studia licencjackie z teologii moralnej na Akademii Alfonsjańskiej oraz doktoranckie z teologii dogmatycznej na Papieskim Uniwersytecie Laterańskim.
Święcenia kapłańskie otrzymał 18 marca 1971 i został inkardynowany do diecezji Oria. Był m.in. prorektorem seminarium w Orii, proboszczem parafii św. Franciszka w tymże mieście, kanonikiem kapituły katedralnej (od 1972), a także profesorem teologii moralnej, antropologii i etyki filozoficznej w seminarium w Molfetcie (1980-2000) oraz w Wyższym Instytucie Nauk Religijnych w Orii. W latach 1985–2000 był wikariuszem biskupim ds. posług stałych i stałego diakonatu.

### Episkopat
23 kwietnia 1993 papież Jan Paweł II mianował go ordynariuszem diecezji Ugento-Santa Maria di Leuca. Sakry biskupiej udzielił mu 28 czerwca 1993 biskup Orii - Armando Franco.
13 maja 2000 został ordynariuszem Nardò-Gallipoli. Urząd objął 3 lipca tegoż roku.
20 października 2012 papież Benedykt XVI mianował go arcybiskupem Brindisi-Ostuni. Kanoniczne objęcie archidiecezji miało miejsce 5 stycznia 2013.
9 grudnia 2022 papież Franciszek przyjął jego rezygnację z urzędu arcybiskupa diecezjalnego.